# Каталог Барнарда

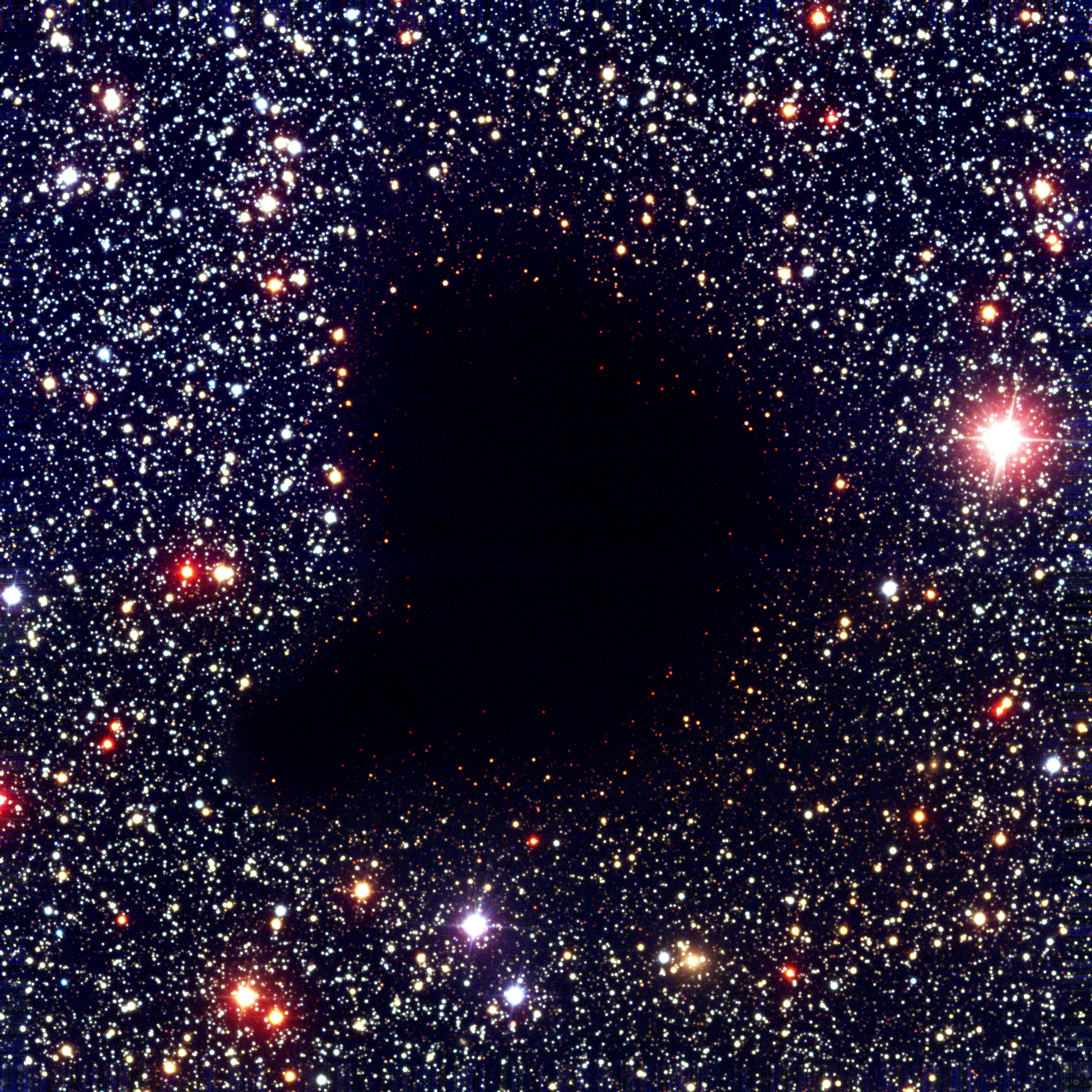
Барнард 68 — один из объектов каталога

Каталог Барнарда — астрономический каталог тёмных туманностей, составленный Эдвардом Барнардом в 1919 году.

## История создания
Изначальная версия содержала 182 объекта, координаты и словесное описание каждого из них. На основании дальнейших работ Барнарда уже после его смерти, в 1927 году, каталог был дополнен до 349 объектов.
В каталоге пропущены объекты Барнард 52 и Барнард 172 — эти две тёмных туманности были ошибочно внесены в каталог дважды. Кроме того, после туманности Барнард 175 сразу идёт Барнард 201 — это связано с делением каталога на две части.
Как отмечал сам Барнард в своей публикации, немалую роль в его создании сыграла племянница и ассистентка Барнарда Мэри Росс Калверт.